# Leucothoe urospinosa
Leucothoe urospinosa is een vlokreeftensoort uit de familie van de Leucothoidae. De wetenschappelijke naam van de soort is voor het eerst geldig gepubliceerd in 1998 door Serejo.